# Argusto
Argusto ist eine italienische Gemeinde mit 423 Einwohnern (Stand 31. Dezember 2023) in der Provinz Catanzaro, Region Kalabrien.
Das Gebiet der Gemeinde liegt auf einer Höhe von 530 m über dem Meeresspiegel und umfasst eine Fläche von 7 km².
Die Nachbargemeinden sind Cardinale, Chiaravalle Centrale, Gagliato und Petrizzi.